# Weltrevolution

Die rote Fahne als Zeichen der Revolution

Die Weltrevolution ist, nach marxistischer Auffassung, eine Revolution, die aus nationalen Revolutionen erwachsend alle Länder der Erde ergreift. Sie wird als eine Voraussetzung für den Übergang vom Sozialismus zum Kommunismus gesehen. Nachdem es den Bolschewiki nicht gelungen war, die Revolution des Jahres 1917 weltweit zu exportieren – das Scheitern der als entscheidend angesehenen Revolutionierung Deutschlands 1923 war ein harter Rückschlag – ging Stalin, um eine Isolation der Sowjetunion zu verhindern, zum Prinzip des „Sozialismus in einem Land“ über.

## Entwicklung
Schon Karl Marx und Friedrich Engels waren der Meinung, dass der Sozialismus unter internationalen Gesichtspunkten verwirklicht werden muss: „Die Emanzipation der Arbeiterklasse (ist) weder eine lokale, noch eine nationale, sondern eine soziale Aufgabe, welche alle Länder umfaßt, in denen die moderne Gesellschaft besteht, und deren Lösung vom praktischen und theoretischen Zusammenwirken der fortgeschrittensten Länder abhängt“ (Marx, Gründungserklärung der Internationalen Arbeiterassoziation).
Marx’ bekanntestes Werk, das „Kommunistische Manifest“, endet mit den Zeilen: „Proletarier aller Länder, vereinigt euch!“. Unter Lenin wurde der Gedanke der Weltrevolution als Leitidee angesehen, und so wurde im März 1919 die Dritte, die Kommunistische Internationale (Komintern) gegründet. Die Aufgabe dieser Organisation war, die noch nicht vereinte und siegreiche, aber immerhin existierende Weltrevolution der Jahre 1917–1926 um jeden Preis zu unterstützen: „Aus den dargelegten Grundsätzen folgt, daß die gegenseitige Annäherung der Proletarier und werktätigen Massen aller Nationen und Länder zum gemeinsamen revolutionären Kampf für den Sturz der Gutsbesitzer und der Bourgeoisie zum Eckstein der gesamten Politik der Komintern in der, nationalen und kolonialen Frage gemacht werden muß.“ (Lenin, Ursprünglicher Entwurf der Thesen zur nationalen und kolonialen Frage).

## Bedeutung der Sowjetunion
Nach der Oktoberrevolution in Russland 1917 hatten Kommunisten auch in anderen Teilen Europas versucht, an die Macht zu gelangen. Diese Versuche blieben allerdings letztlich erfolglos. In Ungarn bestand die Ungarische Räterepublik vom 21. März bis zum 1. August 1919. In Deutschland wurde die Münchner Räterepublik am 7. April 1919 ausgerufen und hielt sich etwa vier Wochen, noch kurzlebiger war die Bremer Räterepublik von Januar bis Februar 1919. Auch die Märzkämpfe in Mitteldeutschland 1921 und der Hamburger Aufstand 1923 wurden schnell niedergeschlagen.
Nach dem Tode Lenins kam es in der Sowjetunion zum offenen Machtkampf zwischen dem Generalsekretär der KPdSU Josef Stalin und dem Kriegsminister und späteren Führer der Linken Opposition, Leo Trotzki. Die Nachfolge sollte den Fortgang der internationalen Politik der Sowjetunion bestimmen. Stalin befürwortete einen „nationalen Kurs der Neutralisierung der Weltbourgeoisie“ und der diplomatischen Verhandlung, was mit einer These untermauert wurde, die der Auffassung von Marx und Engels, aber nicht von Lenin widersprach („Sozialismus in einem Lande“): „Früher hielt man den Sieg der Revolution in einem Lande für unmöglich, da man annahm, daß zum Siege über die Bourgeoisie eine gemeinsame Aktion der Proletarier aller fortgeschrittenen Länder oder jedenfalls der Mehrzahl dieser Länder erforderlich sei. Jetzt entspricht dieser Standpunkt nicht mehr der Wirklichkeit. Jetzt muß man von der Möglichkeit eines solchen Sieges ausgehen“ (Stalin, Über die Grundlagen des Leninismus). Trotzki verteidigte gemäß seiner Theorie der permanenten Revolution, der theoretischen Basis seines Lebenswerkes, die Parole der Weltrevolution, die auf der Analyse Marx’ fußte, dass in einer internationalen Produktionsweise jeder Gedanken an das längerfristige Überleben einer autarken Wirtschaftsorganisation ein Hirngespinst sei. Im Gegensatz zu Stalin hielt er den Sozialismus im nationalen Rahmen gerade in einem rückständigen Bauernland wie Russland für unmöglich: „»Glauben Sie etwa«, erwiderten mir in den Jahren 1905 bis 1917 dutzende Male die Stalins, Rykows und alle sonstigen Molotows, »daß Russland für die sozialistische Revolution reif ist?« Darauf habe ich stets geantwortet: Nein, das glaube ich nicht. Aber die Weltwirtschaft als Ganzes und vor allem die europäische Wirtschaft ist für die sozialistische Revolution völlig reif.“ (Trotzki, Die permanente Revolution).
Stalin, der sich im innerparteilichen Machtkampf durchsetzen konnte, hielt die Industrialisierung der Sowjetunion für wichtiger als den Versuch, sofort eine Weltrevolution zu entfachen. Stalin betonte, dass jedes Land seinen eigenen Zeitpunkt der Revolution gemessen am Entwicklungsstand des Proletariates durchführen sollte, wie man dem Interview (Scripps-Howard Newspapers, Ausgabe des 1. März 1936) mit dem amerikanischen Journalisten Roy Howard entnehmen kann. Während dieser Unterhaltung spielte sich in etwa folgende Szene ab:
„Wie steht es mit den Plänen und Absichten in Bezug auf die Weltrevolution?“, so die Frage Howards. Darauf behauptete Stalin: „Solche Pläne und Absichten hatten wir niemals“. Auf die perplexe Stammelei „Ja, aber...“ Howards antwortete Stalin, alles sei „die Folge eines tragischen Missverständnisses“, worauf Howard, der sich nun wieder einigermaßen gefangen hatte, „Eines tragischen Missverständnisses?“ nachhakte. Nach einer leicht spitzfindigen Erörterung erklärte Stalin abschließend: „Export der Revolution – das ist Unsinn. Jedes Land führt seine Revolution selbst durch, wenn es so will, wenn es aber nicht will, so wird es keine Revolution geben. Unser Land zum Beispiel wollte die Revolution durchführen und hat sie durchgeführt.“

## Kritik
Die Ähnlichkeit des Konzeptes der marxistischen „Weltrevolution“ mit den Zielrichtungen etlicher Weltreligionen (des Christentums, des Islams), (prinzipiell) alle Menschen in einen für die gesamte Menschheit optimalen Zustand zu versetzen (sie zu „erlösen“), hat dem Konzept die Kritik eingetragen (z. B. von Eric Voegelin), eine verhohlen religiöse Botschaft und keine wissenschaftliche Voraussage oder Möglichkeit zu sein. (Vgl. auch Chiliasmus.)
Direkte Kritiker der Weltrevolution warfen dem Postulat meist vor, dass es – wenn ernst genommen – den Weltfrieden gefährde, da die (scheinbaren) Wege dorthin immer gewaltsam abgekürzt worden seien, oder schärfer: nie anders als durch massenhafte Unterdrückung erreicht werden könnten.
Andererseits werden von trotzkistischer Seite die stalinistische Engstirnigkeit für den Nichteintritt der Weltrevolution verantwortlich gemacht, und andere Prozesse hin zur Weltrevolution für voraussagbar bzw. andere Wege für begehbar gehalten.